# Бонус-малус
Бонус-малус - це система бонусів (знижок) до основної тарифної ставки, за допомогою якої страхова компанія зменшує страховий внесок (на термін не менш 1-го року), якщо об'єкт страхування не звертався за реалізацією страхового ризику. Окрім того, що враховуються показники автомобіля, водіїв, допущених до управління, стаж, вік, стали враховувати індивідуальні якості водія, що виражаються в коефіцієнті. Цей коефіцієнт виражає міру досвідченості водія і кількості (або відсутність) дорожньо-транспортних випадків за участю страхувальника, в яких страхувальник був визнаний винним .

## Поняття системи "Бонус-малус"
Суть полягає в тому, що при укладенні договору страхувальникові (власникові транспортного засобу) привласнюється клас бонус - малус. Клас бонус - малус залежить від кількості отриманих страхувальником виплат по страхових випадках, подією з його вини. 
Простіше кажучи, «малуси» - це штрафи, а «бонуси» - це знижки. Раніше, цей коефіцієнт розраховували з прив'язкою до автомобіля, тобто якщо водій продав машину, то і «згорали» всі знижки або надбавки. Насправді в ідеалі система «бонус-малус» була створена не для того, щоб страховики демпінгували, а для того, щоб вони мали можливість заохочувати водіїв за безаварійну їзду або, навпаки, карати за погане водіння. А ось що стосується «малуса» (штрафу), то сьогодні, аналізуючи статистику, можна побачити, що їх гущавині застосовують до юрособ, керуючись статистикою аварійності їх автопарку. Не обходиться доки у сфері вживання коефіцієнтів «бонус-малус» і без своїх особливостей. Наприклад, страховики деколи хитрують, намагаються і тепер прив'язувати систему «бонус-малус» до автомобіля, а не до страхувальника. Клієнта, який змінив машину, можуть знову відправити до «третього класу» і всі раніше заслужені бонуси «згорають». І страхувальники у боргу не залишаються. Деякі винуватці аварії, в наступний рік переходять в інші страхові компанії і нового страховика вони не повідомляють про «старі» аварії, тому до них не застосовується «малус».

## Системи "Бонус-малус"
За визначенням, компанія використовує СБМ, якщо: 
- поліси, що належать даній тарифній групі можуть бути розділені на кінцеве число класів, які позначаються через Ci або ж просто i (i=1...s), так, щоб розмір річної премії залежав лише від номера класу.
- Клас, до якого відноситься поліс в поточний період  страхування  (звичайною один рік), визначається виключно класом, в якому він знаходився в попередній період і числом страхових випадків, зареєстрованих в даний період.

Така система визначається трьома елементами: 
1. преміальною шкалою b=(b1....bn)
2. початковим класом Ci0
3. перехідними правилами, які визначають умови переходу з одного класу в іншій, за умови, що число страхових випадків відоме

Ці правила можна ввести у вигляді перетворень Tk таких, що Tk(i)=j, якщо поліс переходить з класу Ci в клас Cj, за умови, що зареєстровано k страхових випадків. Перетворення Tk можна представити у вигляді матриці Tk=(tij(k))
де tij(k)=1, якщо Tk(i)=j і tij(k)=0 інакше. Імовірність переходу з класу Ci в клас Cj для страхувальника характеризується деяким параметром L. 

## Особливості системи БМ
Система бонус-малус є альтернативною прийнятою. Сума щорічних виплат визначається не апріорними параметрами, такими, як стаж або вік, а історією аварій, подіям з водієм. Така схема, очевидно, вигідна для недосвідчених водіїв, яким дається шанс проявити себе позитивним чином і не платити багато, за умови, що вони не потраплятимуть в аварії. Крім того, будь-який страхувальник платитиме в рік суму, відповідну його аварійності, незалежно від досвіду і віку.

## Список джерел
- Лемер Ж. Системы бонус-малус в автомобильном страховании: Пер. с англ. В.К. Малиновского. - М: Янус-К, 1998. - 270 с. [Архівовано 21 жовтня 2013 у Wayback Machine.]
- Lemaire, J. (1995) Bonus-Malus systems in automobile insurance. ISBN 0-7923-9545-X
- Jean Lemaire Bonus-Malus Systems: The European and Asian Approach to Merit-Rating (англ.) // North American Actuarial Journal. — 1998 January. — С. 26-47.
- Словарь-справочник / Сост. Р.Т.Юлдашев. – М.: Анкил, 2005. – 832 с. – ISBN 5-86476-159-1.